# Abaújlak
Abaújlak ist eine ungarische Gemeinde im Kreis Szikszó im Komitat Borsod-Abaúj-Zemplén. Zur Gemeinde gehört der östlich gelegene Ortsteil Szanticska.

## Geografische Lage
Abaújlak liegt in Nordungarn, 36 Kilometer nordöstlich des Komitatssitzes Miskolc, 23 Kilometer nördlich der Kreisstadt Szikszó und 15 Kilometer nordwestlich der Stadt Encs. Nachbargemeinden sind Gagybátor,  Gagyvendégi, Gagyapáti, Abaújszolnok, Nyésta und Gadna.

## Sehenswürdigkeiten
- Griechisch-katholische Kirche Istenszülő
- Griechisch-katholische Kapelle Istenszülő oltalma, mit separatem Glockenturm, im Ortsteil Szanticska
- Römisch-katholische Kapelle Szent István király, im Ortsteil Szanticska
  - In der Kapelle befindet sich ein Fenster der Glaskünstlerin Mária Horváth und eine Lammskulptur von Ágnes Nagy.

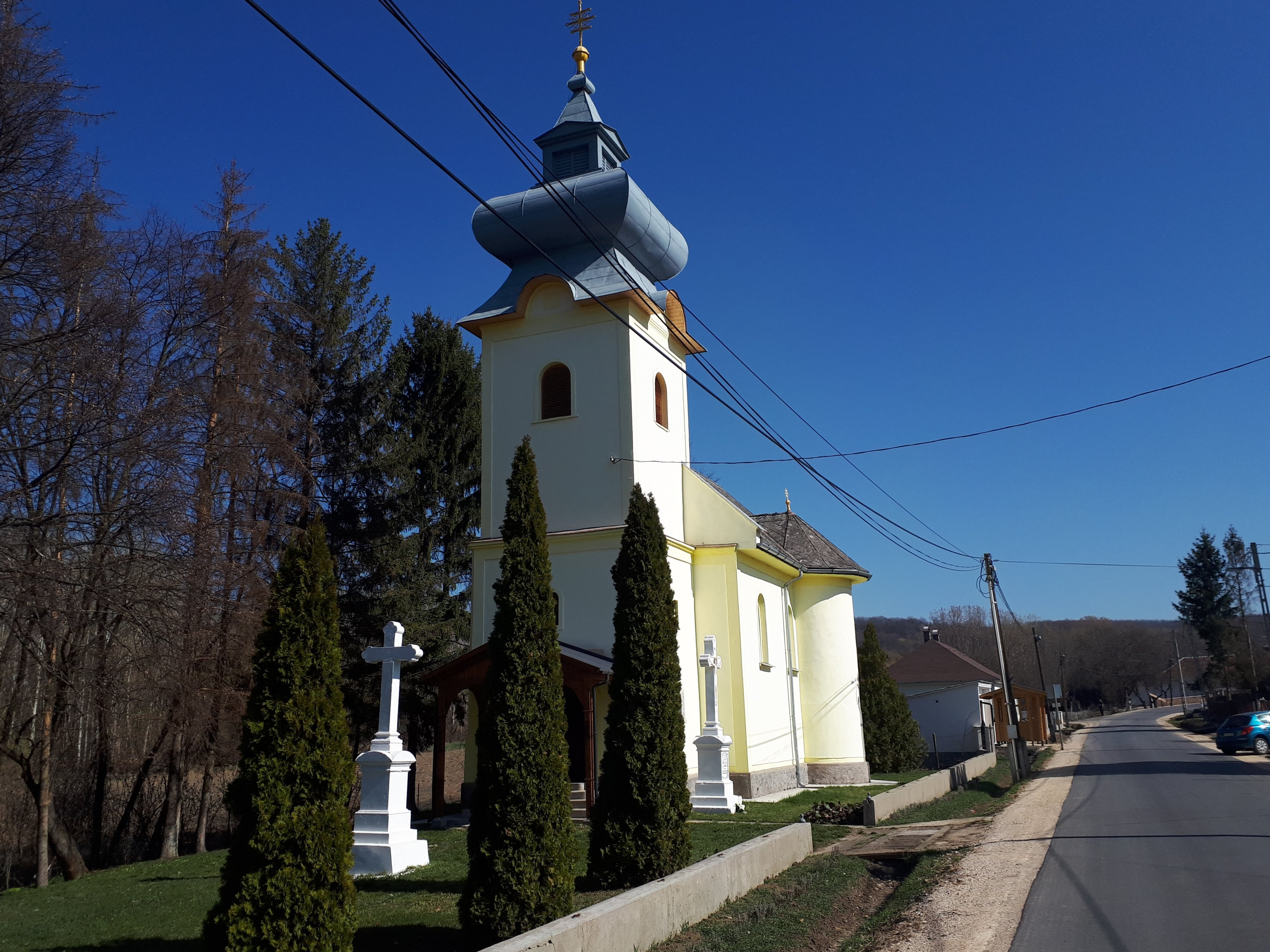
Griechisch-katholische Kirche Istenszülő

## Verkehr
Durch Abaújlak verläuft die Landstraße Nr. 2621. Es bestehen Busverbindungen über Gagyvendégi nach Gagybatór sowie über Szikszó nach Miskolc. Der nächstgelegene Bahnhof befindet sich in Szikszó.